# Twierdzenie Talesa o kącie wpisanym

Ilustracja twierdzenia

Twierdzenie Talesa dla okręgu – szczególny przypadek twierdzenia o kątach wpisanym i środkowym mówiące, że jeśli A, B i C są punktami na okręgu, gdzie odcinek AC jest średnicą, to kąt ABC jest prosty. Twierdzenie to w tej postaci jest przypisywane Talesowi według greckiego pisarza Diogenesa Laertiosa.
Nazwa „twierdzenie Talesa” jest najczęściej używana w krajach anglosaskich, choć Tales nie był pierwszym, który dokonał tego odkrycia. Są fakty świadczące o tym, że z twierdzenia tego korzystali Egipcjanie i Babilończycy, mimo to nie ma przekazów mówiących, że potrafili je udowodnić. Twierdzenie w krajach anglosaskich nosi nazwisko Talesa, ponieważ był on pierwszym, który je udowodnił korzystając z własnych wniosków wskazujących, że kąty przy podstawie trójkąta równoramiennego są równe i suma kątów w trójkącie jest równa kątowi półpełnemu.

## Dowód

Kąt ABC oparty na średnicy AC jest prosty

Ilustracja dowodu

Korzystamy z następujących własności:
- suma kątów wewnętrznych w trójkącie jest równa kątowi półpełnemu (180°),
- kąty przy podstawie trójkąta równoramiennego są przystające.

Niech O jest środkiem okręgu. Ponieważ OA = OB = OC, OAB i OBC są trójkątami równoramiennymi, korzystając z własności, że kąty przy podstawach trójkątów równoramiennych są przystające, OBC = OCB i BAO = ABO. Niech α = BAO i β = OBC. Trzy wewnętrzne kąty trójkąta ABC to α, α + β i β. Ponieważ suma kątów wewnętrznych w trójkącie równa się kątowi półpełnemu zachodzi
{\displaystyle \alpha +(\alpha +\beta )+\beta =180^{\circ }}
co daje
{\displaystyle 2\alpha +2\beta =180^{\circ }}
lub prościej
{\displaystyle \alpha +\beta =90^{\circ }.}
q.e.d.

## Twierdzenie odwrotne
Twierdzenie odwrotne jest również prawdziwe. Mówi ono, że przeciwprostokątna trójkąta prostokątnego jest średnicą okręgu opisanego na nim.
Jeśli połączymy oba twierdzenia (wprost z odwrotnością), to otrzymamy że:
Środek okręgu opisanego na trójkącie leży na jednym z jego boków wtedy i tylko wtedy gdy trójkąt jest prostokątny.

## Zastosowanie

Konstrukcja stycznej do okręgu.

Twierdzenie może być zastosowane do konstrukcji stycznej do danego okręgu, która przechodzi przez zadany punkt (zobacz ilustrację).
Mając dany okrąg k, o środku O, i punkt P na zewnątrz okręgu, chcemy wyznaczyć (czerwoną) styczną do k, która przechodzi przez P. Załóżmy, że (jeszcze nieznana) styczna t ma punkt wspólny z okręgiem w T. Z symetrii jasno wynika, że promień OT jest prostopadły do stycznej. Wyznaczając środek H odcinka pomiędzy O i P, wykreślamy okrąg o środku H zawierający punkty O i P. Na przecięciu się tego okręgu z danym okręgiem k otrzymujemy punk T. Z twierdzenia Talesa dla okręgu wynika, że punkt na k tworzy trójkąt prostokątny OTP.
Ponieważ oba okręgi mają dwa punkty wspólne, wyznaczone zostają obie styczne.

## Uogólnienie
Twierdzenie Talesa dla okręgu jest szczególnym przypadkiem następującego twierdzenia:
Dla trzech punktów A, B i C leżących na okręgu o środku O, kąt AOC jest dwa razy większy niż kąt ABC.
Zobacz kąt wpisany. Dowód jest bardzo podobny do dowodu twierdzenia podanego powyżej.